# Canente
Canente, Cantante o Canens ("la que canta"), en la mitología romana, es la personificación del canto. Era una ninfa de extraordinaria belleza nacida en el Palatino, que entre todas las ninfas del Lacio, destacaba por su dulce canto, con el que conseguía capacidades semejantes a los atribuidos a Orfeo como que las fieras la siguieran, moviera piedras y árboles o suavizara el carácter de los hombres.
Era hija del dios Jano y de la ninfa Venilia.
Fue la esposa de Pico, rey de los latinos, que le fue fiel aun cuando fue tentado por la hechicera Circe. Esta, en venganza por la afrenta, transformó inmediatamente a Pico en un pájaro carpintero. Canente, después de la transformación de su esposo, estuvo seis días sin comer ni dormir, buscando entre bosques y montañas. Exhausta por el cansancio, tras cantar su desgracia por última vez, se tumbó a orillas del Tíber, donde murió consumida por el dolor. Su cuerpo se desvaneció en el aire y solo quedó su voz. Se le dio su nombre al lugar donde terminó su vida.) Así describe Ovidio su muerte en Las metamorfosis:

"Tenderse en sus márgenes y modular allí con dolor y llanto un canto débil y sombrío, como los del cisne moribundo.
 
Licuadas sus medulas por el sufrimiento extremado, se adelgaza poco a poco hasta disolverse en el aire.

Según la leyenda, fue la madre de Fauno.